# Primera División de Chile 1949
Primera División de Chile 1949 var den chilenska högstaligan i fotboll för herrar för säsongen 1949, som slutade med att Universidad Católica vann för första gången. Ligan bestod av 12 lag som spelade mot varandra två gånger var, vilket innebar 22 omgångar. Santiago Badminton skulle ha flyttats ner, men slogs ihop med klubben Ferrovarios som vann andradivisionen och bildade klubben Ferrobádminton, och spelade därmed kvar i serien säsongen 1950.

## Sluttabell
| Plac. | Lag                  | S  | V  | O | F  | GM | IM | MSK | Poäng |
| ----- | -------------------- | -- | -- | - | -- | -- | -- | --- | ----- |
| 1     | Universidad Católica | 22 | 16 | 2 | 4  | 43 | 25 | 18  | 34    |
| 2     | Santiago Wanderers   | 22 | 13 | 4 | 5  | 48 | 23 | 25  | 30    |
| 3     | Audax Italiano       | 22 | 11 | 5 | 6  | 45 | 33 | 12  | 27    |
| 4     | Santiago Morning     | 22 | 8  | 8 | 6  | 39 | 36 | 3   | 24    |
| 5     | Unión Española       | 22 | 9  | 5 | 8  | 49 | 43 | 6   | 23    |
| 6     | Universidad de Chile | 22 | 9  | 5 | 8  | 52 | 51 | 1   | 23    |
| 7     | Everton              | 22 | 10 | 3 | 9  | 40 | 43 | -3  | 23    |
| 8     | Magallanes           | 22 | 7  | 8 | 7  | 39 | 41 | -2  | 22    |
| 9     | Colo-Colo            | 22 | 6  | 7 | 9  | 46 | 38 | 8   | 19    |
| 10    | Green Cross          | 22 | 8  | 3 | 11 | 52 | 53 | -1  | 19    |
| 11    | Iberia               | 22 | 3  | 7 | 12 | 30 | 53 | -23 | 13    |
| 12    | Santiago Badminton   | 22 | 1  | 5 | 16 | 27 | 71 | -44 | 7     |

Santiago Badminton flyttades inte ner då laget slogs ihop med segrarna av den näst högsta divisionen, Ferrovarios, och bildade Ferrobádminton, som fick spela i högsta divisionen 1950.
| Primera División Vinnare av Primera División 1949 |
| ------------------------------------------------- |
| Chile                                             |
| Universidad Católica 1:a titeln                   |